# 宫城大学
宫城大学（日语：／ Miyagi Daigaku），简称宫城大、MYU，是位于日本宫城县的一所公立大学，建立于1997年。

## 历史沿革
宫城大学成立于1997年4月，而宫城大学太白校区的前身宫城县农业短期大学成立于1952年，但是该校官方将前者认定为该校建校的时间。
1990年代，宫城县厅计划在宫城县建立一所县立的现代化大学。1993年4月，宫城县企画部正式设立宫城县立大学筹备室，同年6月，宫城大学创设准备委员会成立，宫城县厅于是年7月明确将创建县立大学作为综合计划战略项目之一。1994年4月，宫城县开展了自治省行财政协商及文部科学省事先协商，提交了设立县立宫城大学的认可申请书，同年9月，宫城县立大学筹委会提交了指定护士学校申请书和培养教员课程认可申请书。1996年12月13日，宫城大学条例制定完成，宫城大学获批设立。
1997年4月，宫城大学在黑川郡大和町正式成立并开学，建立之初设立有看护学部、事业构想学部。1997年6月，学校提交设立硕士研究生院申请，并于2000年12月获硕士研究生院设立批准。2001年4月，学校设置了看护学、事业构想学硕士研究生课程正式开始研究生培养。同年，学校设置农业短期大学4年制改制讨论委员会，计划与宫城县农业短期大学合并。2005年4月，宫城县农业短期大学正式并入宫城大学，成为宫城大学太白校区，学校在该校区设置食产业学部。2006年9月，宫城县知事公布宫城大学独立法人化方针。2008年4月，宫城大学研究生院设立事业构想学博士课程。2009年4月，公立大学法人宫城大学设立，宫城大学研究生院设立食产业修士课程。2010年4月，宫城大学研究生院设立看护学博士課程。2013年4月，宫城大学研究生院设立食产业博士课程。

## 校区
宫城大学现有大和和太白两个校区，其中大和为学校的本部。
- 大和校区，位于宫城县黑川郡大和町学苑1番地1，为学校本部，看护学部、事业构想学部两个学校早期开设的院部坐落于该校区。
- 太白校区，位于仙台市太白区旗立二丁目2番1号，原宫城县农业短期大学校址，食产业学部坐落于该校区[4]。

## 学校排名
宫城大学在4ICU发布的2018年度高校排名中，位列日本国内高校第344位。

## 院部设置

### 学部（院）
- 看护学部
- 事业构想学部
- 食产业学部[6]

### 研究生院
- 看护学研究科
- 事业构想学研究科
- 食产业学研究科[6]

### 研究中心
- 综合信息中心: 主要负责管理学校教育研究所需要的书籍、杂志，整备和完善校内信息处理环境，负责图书以及有关信息处理的研究和开发。
- 国际中心: 负责外语教学、国际交流、留学生和留学活动支持，促进学校国际关系发展。
- 地方合作中心: 负责教学成果转化，服务宫城县发展。[3]

## 对外交流

### 友好合作大学
- 中华人民共和国大连大学（2005年4月）
- 美国哈特奈尔大学（2005年8月）[2]

### 友好合作城市
- 大崎市（2007年3月）[2]

### 大学联盟
- 仙台学术联盟（学都仙台コンソーシアム）